# 清水定吉
清水 定吉（しみず さだきち、天保8年8月13日〈1837年9月12日〉- 明治20年〈1887年〉9月7日）は、「日本初の拳銃強盗犯」として知られる明治時代の日本の元死刑囚である。また「日本初の劇映画」である『ピストル強盗清水定吉』（1899年）、および『清水定吉』（1930年）として映画化された映画作品のタイトル、および登場人物名である。

## 生い立ち
1837年9月12日（天保8年8月13日）、江戸・浅草清島町（現在の東京都台東区東上野6丁目）に生まれる。
職業は按摩師であった。当時の「按摩師」のスタイルは清水の犯罪にとって、格好のカモフラージュとなった。東京市本所区相生町（現在の東京都墨田区両国から緑までの地域）に住んでいた。
1882年（明治15年）から、覆面をして拳銃を使用、『警視庁史』によれば東京市（現在の東京都）で80件以上の強盗を行い5人を殺害した。拳銃を使用した強盗事件は日本犯罪史上初めてのことであり、当時の首都は震撼した。
使用した拳銃については『警視庁史』にも記載はないものの、『探偵実話 清水定吉』に掲載されている押収品リストを信じるならば当時の日本軍の制式拳銃である「二番形拳銃」（スミス＆ウェッソンNo.3アメリカンモデル）だった。入手ルートについては『警視庁史』では「明治十五年のある日、日本橋浜町で、実弾五十九発とともにピストルを拾い、以来これを利用して、強盗に押し入った」とされている。
当時、警視庁は管下各警察署の警察官を動員して捜査に当たるも犯人逮捕に至らず、世論は警察無能を強く非難した。そんな中、1886年（明治19年）12月3日未明、日本橋区馬喰町（現在の中央区日本橋馬喰町）の商家に押し入った直後、通報を受けて駆けつけた久松警察署小川佗吉郎巡査が清水の発砲で重傷を負いながらも遂に逮捕した。小川巡査はその後、回復し2階級特進で警部補に昇進するが、4か月後に傷が悪化し翌1887年（明治20年）4月26日、24歳で死亡した。また清水の取調べに当たったのは武東晴一という刑事で、数々の凶悪事件や迷宮入り事件を解決し「鬼武東」と呼ばれていた。この武東晴一の曾孫がタレントのモト冬樹で、2014年（平成26年）12月5日に放送されたNHKの『ファミリーヒストリー』でこの事実が明かされた。
清水の裁判は、東京重罪裁判所において行われ、1887年（明治20年）8月11日、死刑の宣告を受けた。同年9月7日、死刑執行。49歳没。
殉職した小川警部補を悼み、当時の浜町川に架かる橋は「小川橋」と名づけられた。その後の都市計画により川は埋められて橋は撤去されたが、1974年（昭和49年）、4月26日の小川警部補の命日に日本橋久松町の久松児童遊園入口に石碑が建てられた。

## 映画作品
1899年（明治32年）から駒田好洋の「日本率先活動写真会」の製作・興行のなかで、清水の事件をモチーフにした劇映画『ピストル強盗清水定吉』（『清水定吉（稲妻強盗）』とも）がつくられた。これが「日本初の劇映画」となり、警官を演じた横山運平は「日本初の映画俳優」となった。なお「稲妻強盗」とは脱獄の名人坂本慶次郎（1866年 - 1900年）のことである。のちに河合映画製作社がリメイクした。
- 『ピストル強盗清水定吉』　1899年　監督・撮影駒田好洋・柴田常吉、出演横山運平、市川目高
- 『清水定吉』　1930年　監督丘虹二、出演松林清三郎、橘喜久子、静香八郎

## 歌舞伎・新派芝居
清水定吉の事件は歌舞伎や新派芝居にもなった。1899年（明治32年）には、当時、東京の深川にあった深川座で探偵実話「清水定吉」が上演された記録が残っている。新派の芝居でも「ピストル強盗清水定吉」を1897年（明治30年）ごろに上演している。里見弴が10歳のころ、鎌倉で観たことを回想している。
歌舞伎の演目としては1930年（昭和5年）に明治座で上演された木村錦花作「ピストル強盗清水定吉」もある。二代目市川猿之助が清水定吉を演じた。この芝居に探偵役として出演した三代目中村翫右衛門によれば「この時分説教強盗がはやったので、それをあてこんだものだった」という。

## 浪曲化
大正時代には木村重正によって浪曲化され、レコードにもなった。劇作家で浪曲愛好家の正岡容はこのレコードを溺愛し（曰く「とても紳士淑女の前では聴かされない浪花節で、その欠点があればこそ、何より、愛さずにはゐられない世にも不思議な浪花節であった」）、自らも酔うと「〽人のやらない浪花節、ピストル強盗清水定吉」と歌ったという。

## 書籍化作品
- 『探偵実話 清水定吉』、無名氏、金松堂、1893年
- 『明治・大正犯罪実話集：清水定吉・稲妻お玉』、春江堂編輯部、春江堂、1929年

## 関連事項
- 日本映画#サイレント時代
- 駒田好洋
- 河合映画製作社 - 大都映画

## 註
1. 1 2  『探偵実話 清水定吉』（無名氏、金松堂、1893年）p.158にある戸籍写しの記述による。1837年の日本は「寛政暦」を採用しており、現在の「8月13日」とは異なる。没年齢は計算上。
2. ↑  芥川龍之介のエッセイ『本所両国』の記述を参照。「青空文庫」サイト内の「芥川龍之介「本所両国」」に原文がある。
3. 1 2 3 4  警視庁史編さん委員会 編『警視庁史 明治編』警視庁史編さん委員会、1959年1月、204-207頁。
4. ↑  無名氏『探偵実話 清水定吉』金松堂、1893年7月、342-343頁。
5. ↑  床井雅美『世界の銃器①ピストル』ごま書房〈ゴマブックス〉、1979年8月、208頁。
6. 1 2 3  「小川橋」跡の碑文（1974年建立）の記述を参照。「viva! edo」サイト内の「小川橋の由来」に碑文の写しがある。
7. ↑  武東晴一「探偵講話「ピストル」強盗清水定吉探偵実歷談」『日本警察新聞』1908年12月20日、9-10面。
8. ↑  『国民過去帳 明治之巻』（尚古房、1935年）p.247
9. ↑  田中純一郎『日本映画発達史〈1〉活動写真時代』（中央公論社、1968年）の記述を参照。
10. ↑  日本映画データベースの「清水定吉（稲妻強盗）」を参照。
11. ↑  伊原敏郎『歌舞伎年表』 8巻、岩波書店、1963年5月、21頁。
12. ↑  『里見弴随筆集』（岩波文庫、1994年 ISBN 4003106083）の記述を参照。
13. ↑  三代目市川猿之助 編『猿翁』東京書房、1964年6月、445頁。
14. ↑  中村翫右衛門『人生の半分：中村翫右衛門自伝 下巻』筑摩書房、1959年12月、216-217頁。
15. ↑  “清水定吉”. 浪曲SPレコードデジタルアーカイブ. 2023年6月3日閲覧。
16. ↑  正岡容『雲右衛門以後』文林堂双魚房、1944年3月、172頁。
17. ↑  加太こうじ『国定忠治・猿飛佐助・鞍馬天狗』三一書房、1964年4月、48頁。